# 上野裕一
上野 裕一（うえの ゆういち、1961年11月14日 - ）は、日本の体育学者。 専攻はスポーツ科学(ラグビー)。 流通経済大学スポーツ健康科学部教授。同大学前学長。同大学ラグビー部CEO, 総合型地域クラブＮＰＯ法人クラブドラゴンズ 理事長, 一般社団法人ジャパン・エス・アール会長。 山梨県甲州市出身。

## 経歴
- 1980年 山梨県立日川高等学校卒業。[2]
- 1980年 日本体育大学体育学部入学。
- 1984年 日本体育大学体育学部卒業。卒業後同大大学院進学。
- 1986年 日本体育大学大学院修了。体育学修士。後に、日本体育大学助手,ニュージーランド・オタゴ大学客員研究員
- 1990年 流通経済大学社会学部専任講師,同大ラグビー部監督就任。
- 1993年 流通経済大学社会学部助教授
- 1999年 流通経済大学社会学部教授
- 2006年 流通経済大学スポーツ健康科学部教授(現在に至る),同大ラグビー部・CEO。
- 2009年 弘前大学大学院医学研究科博士課程入学。
- 2011年   流通経済大学スポーツ健康科学部学部長
- 2011年 学校法人日通学園評議員[3]
- 2012年 流通経済大学学長補佐、2015年3月退任
- 2013年 弘前大学大学院医学研究科修了。 医学博士
- 2015年 一般社団法人 ジャパン・エス・アール 業務執行理事 CEO
- 2015年 流通経済大学学長補佐、2015年6月再任
- 2016年 一般社団法人 ジャパン・エス・アール(サンウルブズ) 代表理事 会長
- 2017年 アジアラグビー協会 副会長
- 2017年     学校法人日通学園理事[3]
- 2021年 流通経済大学学長(2024年3月まで)[4]

## 著書
単著
- 『ラグビーフットボール』（日体大Ｖシリーズ）（叢文社、1998年、ISBN 978-4794703002）
- 『ラグビーを観に行こう！』（叢文社、2000年）
- 『ラグビーを観に行こう！（改訂版）』（叢文社、2003年、ISBN 978-4794704696）
- 『ラグビーのちから - モラル・エージェントからスキル・コーチングまで』（叢文社、2007年、ISBN 978-4794705761）
- 『ラグビー・フォー・オール -日本がひとつになるとき』（叢文社、2011年、ISBN 978-4794706614）
- 『ラグビー観戦メソッド 3つの遊びでスッキリわかる』（叢文社、2015年、ISBN 978-4794707529）
- 『激動する日本と世界のラグビー』(辰巳出版、2019年、ISBN 978-4777823246)

共著
- 『ラグビーが育てるかしこいからだ』（叢文社、2007年、ISBN 978-4794705891）
- 『楕円の学び - より良い指導者の育成を目指して』（叢文社、2010年、ISBN 978-4794706508）
- 『周辺教科の逆襲』（叢文社、2012年、ISBN 978-4794707000）

監修
- 『BALLET COACHING ‐ 考えるダンサーを育てる』（叢文社、2012年、ISBN 978-4794706980）
- 『ラグ男』 (叢文社、2016年、ISBN 978-4794707598）

## 論文
単著
- 『日本チームの防御力強化のためのエッセンシャルズ』（「ラグビー科学研究」（日本ラグビーフットボール協会,1999年））
- 『日本のラグビープレーヤーのためのFITNESS TRAINING PROGRAMMEを考える』（「トレーニング科学」（日本トレーニング科学会,1993年））

共著
- 『Proud lonely athletes: Advances in Social Sciences Research Journal:Vol.2,No.5,2015』
- 『The Journal of Biological and Chemical Luminescence: Published online: 21 FEB 2013』
- 『Cognitive societal human values of sports: After the 2011 disaster of Japan has been accepted and will be published in Social Sciences in Vol. 2, Num.1, 2013』
- 『モラル・エージェントとしてのラグビー-スポーツの教育的価値を考えるために』（「流通経済大学社会学部論叢」（流通経済大学、2006年））
- 『Importance of Lean Body Weight to Gain Anaerobic Power Indsipensable for Rugby football』』（「流通経済大学社会学部論叢」（流通経済大学、1990年））

他多数

## 公的な職務（過去のものを含む）
- 学校法人日通学園 理事・評議員
- アジアラグビーフットボール協会執行理事（EXCO）
- ワールドラグビー マスタートレーナー
- 日本オリンピック委員会強化スタッフ
- 日本ラグビーフットボール協会 執行理事
- 「普及・競技力向上委員会」委員長（日本ラグビーフットボール協会）
- 「コーチ委員会」委員長（日本ラグビーフットボール協会）
- 「強化委員会」副委員長（日本ラグビーフットボール協会）
- 「ラグビー学生日本代表（2005年）」監督
- 「ラグビーワールドカップ2019委員会委員長」
- 「ラグビーワールドカップ2019組織委員会理事」

など